# François de Montmorency-Laval

Svatý François de Montmorency-Laval (30. dubna 1623, Montigny-sur-Avre – 6. května 1708, Québec) byl francouzský katolický kněz a biskup Québecu.

## Život
Narodil se 30. dubna 1623 v Montigny-sur-Avre. Od mládí měl touhu stát se knězem. Měl sen se stát také misionářem a následoval jezuitského kněze Rhodese, který cestoval na Dálný východ ale tento projekt padl protože král Ludvík XIV. chtěl aby se stal prvním biskupem Nové Francie. Na biskupa s titulem palestinsk Petry byl vysvěcen 8. prosince 1658. Rozhodl se zasvětit Katedrálu Neposkvrněnému početí Panny Marie ke které měl velkou oddanost.
Mladý prelát jenž mu bylo 35 let, přišel dne 16. června 1659 do Quebecu. Přivítali ho tam s velkou radostí. Jeho prvním cílem bylo prosazovat energicky Kanadskou církev. Otcům jezuitům svěřil apoštolát indiánské misie. Roku 1663 založil Velký seminář v Quebecu a o pět let později založil Menší seminář. Chtěl putovat po celé své diecézi a dávat svátost biřmování, chodil dlouhé vzdálenosti pěšky, v zimě měl na sobě sněžnice. Měl štěstí pokřtít indiána Daniela Garakontia. Za úsilí biskupa Lavala církev v Kanadě rostla, ale ne bez velkých obtíží. Po svém příjezdu do Quebecu si uvědomil, morální poruchy způsobené obchodem s ohnivou vodou v koloniích. Proti této pohromě biskup bojoval. Modlitby za ukončení pohromy svěřil sestře Kateřině od Svatého Augustina. Šel za králem Francie na protest a když se vrátil zpátky byl překvapen ukončením obchodu s ohnivou vodou.
Zemřel 6. května 1708 v Québecu.

## Proces svatořečení
Proces byl zahájen 24. září 1890 a to v arcidiecézi Québec. Dne 28. února 1960 uznal papež sv. Jan XXIII. jeho hrdinské ctnosti.
Dne 15. března 1980 uznal papež sv. Jan Pavel II. zázrak na jeho přímluvu. Blahořečen byl 22. června 1980.
Dne 3. dubna 2014 jej papež František ekvipolentně svatořečil.